# Шлейфер, Георгий Иванович
Георгий Иванович Шлейфер (1823 — 23 мая [4 июня] 1894) — российский военный инженер, генерал-лейтенант, вице-президент благотворительно-тюремного комитета (1885—1894).

## История
Георгий Иванович окончил Первый кадетский корпус (1847 год), выпущен из унтер-офицеров полевым инженер-прапорщиком со состоянием при Главном инженерном училище. Окончил офицерские классы Главного инженерного училища в 1849 году, выпущен подпоручиком в полевые инженеры. По окончании курса в Николаевской инженерной академии принимал деятельное участие в укреплении Одессы и Геническа. 
Во время Крымской кампании 1853—1855 годов находился в рядах защитников 5-го бастиона и Малахова кургана и был контужен.
C 22 июня 1868 года по 26 июня 1874 года, был начальником Инженеров Туркестанского военного округа, участвовал во взятии Ташкента в 1867 году, и в Хивинской экспедиции.
В 80-х годах XIX века  им было выстроенно здание офицерского собрания гарнизона Ташкентской крепости.
В 1879—1883 годах Георгий Иванович управлял царскими московскими дворцами (управляющий Московским дворцовым ведомством). В 1883 оставлен за штатом и зачислен в запас с производством в генерал-лейтенанты.
В 1885—1894 годах состоял вице-президентом благотворительно-тюремного комитета. Создал Александровский приют для призрения арестантских детей. 

## Чин
- полевой инженер-прапорщик (Высочайшие приказ и старшинство с 14.08.1847);
- подпоручик (Высочайший приказ 1849);
- подполковник (старшинство с 07.09.1863);
- полковник (старшинство 31.01.1868);
- генерал-майор (01.01.1874);
- военный инженер;
- генерал-лейтенант (1883)[4].

## Семья
- Шлейфер, Роберт Георгиевич (1861—?) — сын, сенатор (1914). Его дочь — Елена Робертовна Изметьева (1896—1985), адвокат[5][6].
- Шлейфер, Николай Георгиевич (1864—1928) — сын, скульптор, Камергер Высочайшего Двора, статский советник, автор памятника первому туркестанскому генерал-губернатору К. П. фон-Кауфману. Ташкент (1913 год).